# Magda Santonastasio
Magda Santonastasio, costarricense acuarelista, grabadora, educadora y Premio Nacional Aquileo Echeverría en Artes Plásticas 1985, ha dedicado su vida a la enseñanza, la acuarela, la poesía el grabado fundamentalmente. 
Licenciada en Artes de la Universidad de Costa Rica, fue profesora en el Colegio Humboldt durante veintidós años y de la cátedra de Acuarela en esa universidad por cinco años. 
Entre las principales distinciones recibidas por su trabajo están: 
- Premio de la Asociación de Estudiantes en Acuarela y Escultura de la Universidad de Costa Rica, 1961.
- Primer Premio en Acuarela, Club Unión, Costa Rica, 1962.
- Visita oficial del presidente Scheel de la República Federal de Alemania para observar una de sus clases de arte en el Colegio Humboldt de Costa Rica.
- Homenaje del Ministerio de Educación pública por su aporte a la cultura costarricense 1978.
- Medalla de Oro en Acuarela, Salón Anual, Costa Rica, 1978.
- Premio del Juez-Harry Stenberg- Print Club, San Diego, California 1984.
- Premio Nacional Aquileo J. Echeverría en grabado, 1985.
- Medalla Konrad Adenauer, Bonn, Alemania 1991.
- Miembro Honoraria del Comité de Proyect Concern Internacional, SanDiego, California.

La artista ha presentado alrededor de veinticinco exposiciones individuales, dentro y fuera del país, de 1971 a 1998. 
Hay obras de Santonastasio en:
- The Fine Arts Museums of San Francisco California Palace of the Legion of Honor, Lincoln Park, San Francisco, California
- Ibero-Amerikanisches Institut Preussischer Kulturbesitz de Berlín, Alemania
- Kupferstichkabinett Dresden,Germany
- Universidad de California, Berkeley, U.S.A.
- Beinecke Biblioteca de la Yale University
- Polk Museum of Art (Lakeland, Florida)
- El Athenauem de La Jolla, La Jolla, California
- Herzog Bibliothek, Alemania
- The Friends of Malcolm Love Library Special Collections (SanDiego State University)
- Biblioteca Pública de New York (Sección de libros raros).

La Artista Costarricense falleció en la ciudad de San José, Costa Rica el 9 de noviembre de 2008. Actualmente su familia conserva su obra.
Referencias sobre la artista:
- Madga Santonastasio, siempre vigente
- Una vida hecha de acuarelas y grabados (enlace roto disponible en Internet Archive; véase el historial, la primera versión y la última).

- Datos: Q5989659